# Glenniea
Genre
Glenniea est un genre de plantes de la famille des Sapindaceae.

## Liste d'espèces
Selon Catalogue of Life (6 août 2018) :
- Glenniea bhotiaensis Golovatch, 1988
- Glenniea indica Turk, 1945
- Glenniea minuscula Golovatch, 1988
- Glenniea nova Turk, 1947
- Glenniea perarmata Golovatch, 1988
- Glenniea prima Golovatch, Liu, Li & Geoffroy, 2012

Selon NCBI (6 août 2018) :
- Glenniea africana
- Glenniea pervillei

Selon The Plant List (6 août 2018) :
- Glenniea adamii (Fouilloy) Leenh.
- Glenniea africana (Radlk.) Leenh.
- Glenniea penangensis (Ridl.) Leenh.
- Glenniea pervillei (Baill.) Leenh.
- Glenniea philippinensis (Radlk.) Leenh.
- Glenniea thorelii (Pierre) Leenh.
- Glenniea unijuga (Thwaites) Hook.f.
- Glenniea unijugata (Pellegr.) Leenh.

Selon Tropicos (6 août 2018) (Attention liste brute contenant possiblement des synonymes) :
- Glenniea adamii (Fouilloy) Leenh.
- Glenniea africana (Radlk.) Leenh.
- Glenniea penangensis (Ridl.) Leenh.
- Glenniea pervillei (Baill.) Leenh.
- Glenniea philippinensis (Radlk.) Leenh.
- Glenniea thorelii (Pierre) Leenh.
- Glenniea unijuga (Thwaites) Radlk.
- Glenniea unijugata (Pellegr.) Leenh.